# Шеклівілл (Пенсільванія)
Шеклівілл (англ. Sheakleyville) — місто (англ. borough) в США, в окрузі Мерсер штату Пенсільванія. Населення — 151 особа (2020).

## Географія
Шеклівілл розташований за координатами 41°26′38″ пн. ш. 80°12′24″ зх. д. / 41.44389° пн. ш. 80.20667° зх. д. (41.443826, -80.206704).  За даними Бюро перепису населення США в 2010 році місто мало площу 0,51 км², уся площа — суходіл.

## Демографія
Згідно з переписом 2010 року, у селищі мешкали 142 особи в 64 домогосподарствах у складі 44 родин. Густота населення становила 279 осіб/км².  Було 74 помешкання (146/км²).
Расовий склад населення:
| - 100,0 % — білих |

До двох чи більше рас належало 0,0 %. Частка іспаномовних становила 0,0 % від усіх жителів.
За віковим діапазоном населення розподілялося таким чином: 19,7 % — особи молодші 18 років, 64,1 % — особи у віці 18—64 років, 16,2 % — особи у віці 65 років та старші. Медіана віку мешканця становила 44,7 року. На 100 осіб жіночої статі у селищі припадало 108,8 чоловіків;  на 100 жінок у віці від 18 років та старших — 107,3 чоловіків також старших 18 років.
Середній дохід на одне домашнє господарство  становив 57 040 доларів США (медіана — 45 938), а середній дохід на одну сім'ю — 58 255 доларів (медіана — 49 375). За межею бідності перебувало 30,9 % осіб, у тому числі 69,6 % дітей у віці до 18 років та 5,9 % осіб у віці 65 років та старших.
Цивільне працевлаштоване населення становило 90 осіб. Основні галузі зайнятості: виробництво — 24,4 %, освіта, охорона здоров'я та соціальна допомога — 20,0 %, будівництво — 12,2 %, роздрібна торгівля — 10,0 %.